# Jorge II Branković
Jorge Branković (em servo-croata, Đorđe Branković; 14??-1502), ou Jorge II foi um rei da Sérvia como vassalo do Império Otomano entre 1486 e sua abdicação em 1496. Reinou sob proteção dos húngaros no atual território da Voivodina e da Sírmia.
Era filho de Estêvão Branković, que fora regente em nome de sua sobrinha Helena Maria, filha de Lázaro Branković (Lázaro II). Quando Jorge II abdicou, foi sucedido por seu irmão João Branković (João I).